# يوشياهو يوسف بينتو
يوشياو يوسف بينتو (بالعبرية: יאשיהו פינטו‏) Yoshiyahu Yosef Pinto (من مواليد 27 سبتمبر 1973) هو حاخام أرثوذكسي إسرائيلي يقود منظمة عالمية تسمى موسود شوفا إسرائيل. مقرها في أشدود ونيويورك، هو معلم للقبالاه. سميت جلوبس بيزنس جورنال في عام 2012 كواحد من أغنى عشرة حاخامين في إسرائيل.
كجزء من سلسلة من القضايا القانونية، أقر بأنه مذنب في سبتمبر 2014 لرشوة ضابط شرطة إسرائيلي رفيع المستوى. وحكم عليه في 12 مايو 2015 بالسجن لمدة عام ودفع غرامة قدرها مليون شيكل. بدأ يقضي عقوبة السجن في 16 فبراير 2016.

## سيرة شخصية
وُلد يوشياهو يوسف بينتو في إسرائيل من أصل مغربي. على جانب والده، هو حفيد حاييم بينتو، حكيم مغربي؛ على جانب والدته، هو حفيد الحاخام يسرائيل أبوحصيرة، المعروف أيضًا باسم بابا سالي. .
تخرج بينتو من الأشكناز الليتواني الأشكنازي، ودرس تحت حاخامات الأشكناز والحسيديك، كما تأثر بينتو من قبل Satmar Hassidism وتعاليمها.
بينتو يتحدث العبرية ولا يعرف الإنجليزية. حوالي عام 2008، انتقل بينتو إلى مدينة نيويورك للعلاجات الطبية. في السنوات القليلة الماضية، أمضى بعض الوقت في مدينة نيويورك أو أشدود، حيث كان يدير Shuva Israel yeshiva.

## مهنة الحاخامية
بينتو هو حاخام وزعيم ديني. قبل القضايا القانونية واسعة النطاق، كان لديه أتباع كزعيم روحاني وهو Kabbalist. ويقال أنه من سلالة السلالات الحاخامية التي لديها القدرة على عمل المعجزات. لدى بينتو العديد من الأتباع من مجتمع المغتربين الإسرائيليين في الولايات المتحدة وقد وصفت بأنها «حاخام للأثرياء والمشاهير».
عندما كان في العشرينات من عمره، أسس بينتو شوفا إسرائيل، مدرسة دينية في أشدود، إسرائيل. [8] كمؤسس يشرف على منظمة تضم اثنين من المدارس الدينية في عسقلان، واحدة في كريات ملاخي، وثلاثة في أشدود، وواحدة في ريشون لتسيون، مع ما مجموعه 500 طالب ليكونوا طلابا حاخاميين في التدريب. ولدى المنظمة أيضا مدرستان للبنات في أشدود ومدرسة تدريب في عسقلان. يوفر أحد المواقع الإسرائيلية أموالا لتغطية نفقات المعيشة إلى 180 أرملة. العديد من المدارس الدينية أو الدينية الموجودة في الولايات المتحدة وإسرائيل وترعى منظمة خيرية توفر الغذاء للعائلات الإسرائيلية المحتاجة. [2] يحتوي مركز بينتو في أشود على أربعة معابد تخدم أكثر من 1200 مصل، و yeshiva مع أكثر من 300 طالب بدوام كامل، ومطبخ حساء يوفر 3000 وجبة في اليوم. كما أنشأت بينتو شبكة من المدارس الدينية في إسرائيل ولوس أنجلوس وميامي ونيويورك في الولايات المتحدة.
في أكتوبر 2010، قاد بينتو الآلاف إلى سيليسترا، بلغاريا، لحج سنوي في تكريم اليعازر بابو. أثناء إقامته في بلغاريا، عقد بينتو اجتماعًا مع 80 من رجال الأعمال اليهود الأمريكيين، وطلب منهم استثمار 5 مليارات دولار في الاقتصاد الإسرائيلي.

## العمل الوظيفي
لدى Pinto اتصالات واسعة في مجتمع العقارات في نيويورك، بما في ذلك مسؤول تنفيذي مع شركة Metropolitan Real Estate Investors وواحد مع Ilan Bracha من Prudential Douglas Elliman. ومن بين أتباعه جاي شوتنشتاين (رئيس شركة أميريكان إيجل أوتفترز للملابس) والعالم العقاري جاكي بن زاكين. وقد وصفت بينتو بأنها "شيء بين غورو ومثابرة هاسيدية" وك "مغمور بشكل غامض" كالباليست مع اهتمام بالعناصر الباطنية للتقاليد اليهودية. على الرغم من أن بينتو ليس لديه خلفية عمل رسمية، قام عدد من رجال الأعمال الإسرائيليين واليهود الأمريكيين البارزين بزيارته للتشاور، بما في ذلك مقدم البرامج الحوارية دوني دويتش؛ الجواهري جاكوب أرابو ("جاكوب الجواهري")؛ عضو الكونغرس السابق أنتوني وينر. أبرز غير اليهود الذين استشاروا مع بينتو من بينهم السياسي في مدينة نيويورك مايكل جريم ولاعب كرة السلة ليبرون جيمس. قال بينتو إنه لا يعتبر مساعدته هو النصيحة، لكنه قال بدلاً من ذلك إنه "أكثر نعمة". ومن بين رجال الأعمال الذين زاروا بينتو في إسرائيل، وزير العدل يعقوب نئمان، محافظ بنك إسرائيل السابق جاكوب فرانكل، ونجم كرة القدم الإسرائيلي جاي ليفي. بسبب تأثير بينتو، تم تسميته بـ "الحاخام إلى العمل". النجوم "، ويصفه يوئيل حسون، عضو كاديما في الكنيست، بأنه له صلات ونفوذ لدى عدد من الناس في السياسة الإسرائيلية.
وفقًا لمقالة في جريدة غلوبس التجارية، في يونيو 2012، صنفت فوربس إسرائيل بينتو كواحد من 10 حاخامات أغنى في إسرائيل «بثروة تبلغ 75 مليون شيكل» «على أساس الحيازات التنظيمية» «أنشطة وخواص خيرية».

## الحياة السياسية
في عام 2010، حضر حفل استقبال لعقد بينتو قائد عام لجيش الدفاع الإسرائيلي وخمسة من أعضاء الحكومة. في يناير 2011، اجتمع بينتو مع زعيم المعارضة السياسي.